# Discestrina
De Discestrina zijn een subtribus van vlinders uit de tribus Hadenini van de familie uilen (Noctuidae). De geslachtsnaam Discestra Hampson, 1905, waarop de naam van de subtribus is gebaseerd, wordt als een synoniem voor Hadula Staudinger, 1889 beschouwd.

## Geslachten
- Anarta
- Cardepia
- Coranarta
- Hadula
- Trichoclea